# Polión (pintor)

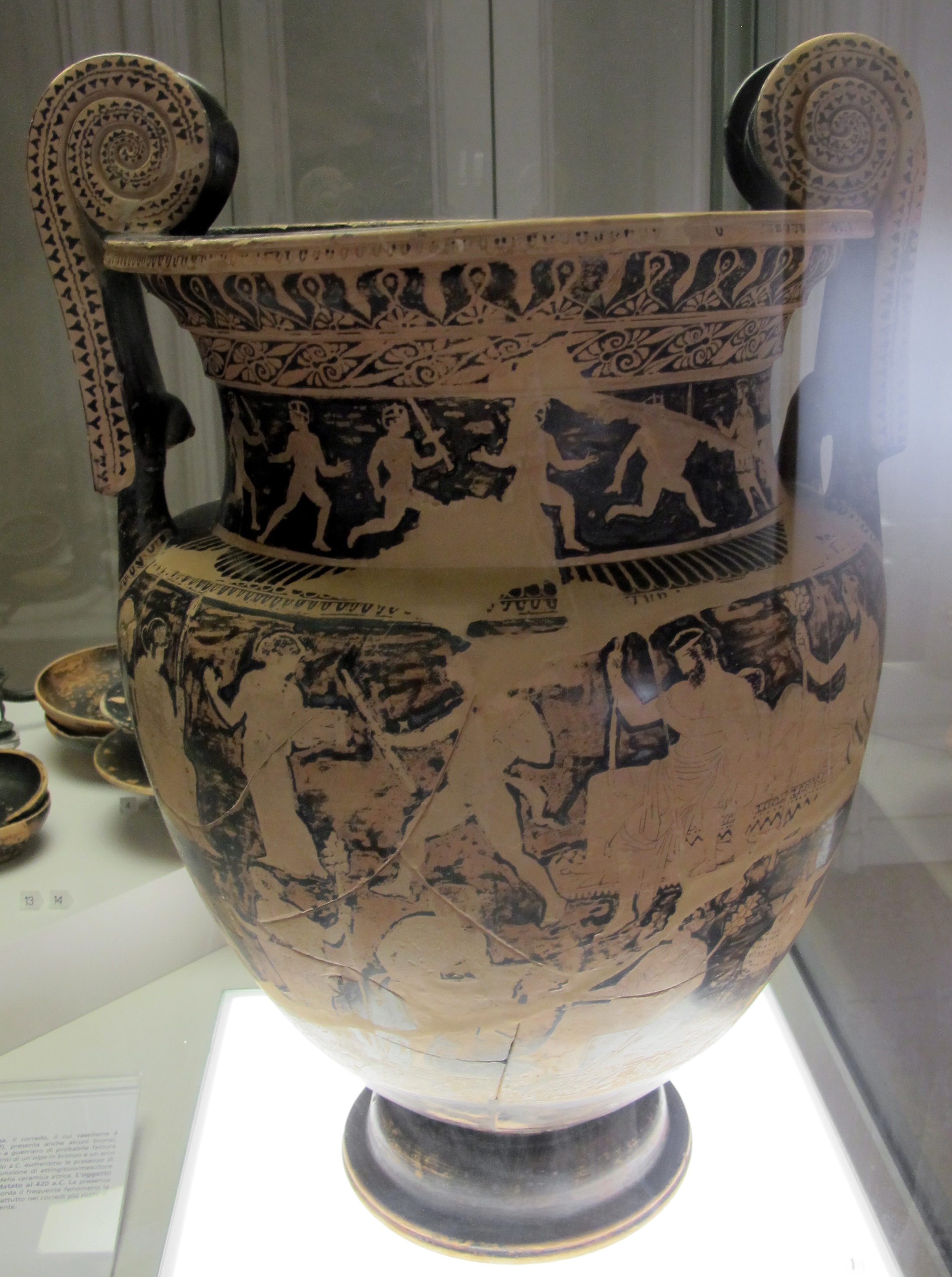
Crátera de volutas en el Museo Arqueológico Nacional de Ferrara.

Polión (en griego antiguo: Πόλιον) fue un pintor ático de cerámica de figuras rojas que trabajó en Atenas alrededor del 420 a. C.
Su nombre se conoce por las firmas que hizo en  algunas de sus obras. Además de las obras firmadas, algunas obras se le pueden atribuir claramente por sus rasgos estilísticos. Polión pintó una amplia gama de diferentes formas de recipientes, como cráteras, enócoes y lécitos ,aparentemente siendo preferidos estos últimos.
En vasos más grandes, sus obras o bien se parecen a las de Polignoto, que representaba escenas de la mitología griega con grandes figuras ocupando todo el vientre del vaso, o están influenciadas por el estilo de la pintura mural clásica temprana, en la que una escena se muestra a través de cuadros en diferentes niveles. Los motivos que aparecen con frecuencia son escenas deportivas y musicales, que se pueden encontrar especialmente en las obras más pequeñas y suelen mostrar una referencia a los cultos griegos como las Panateneas. Las obras más pequeñas se parecen a las de Esón, el Pintor de Shuválov y el Pintor de Eretria, con los que trabajaba en un taller.
Aunque Polión pintó algunos vasos interesantes, su importancia se considera baja, ya que solo el insignificante Pintor de Heirmarmene le sucedió.

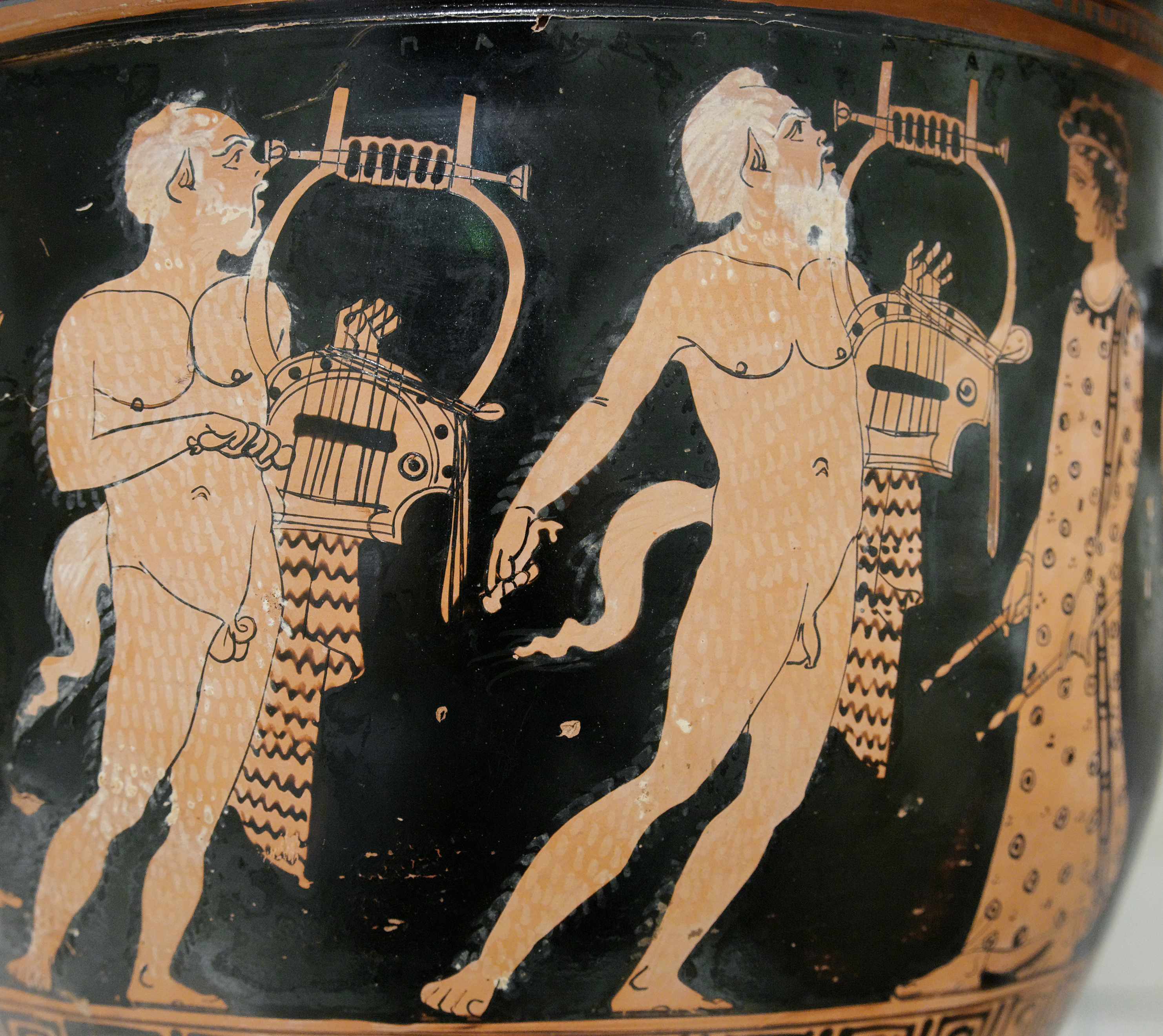
Detalle de crátera de volutas en el Museo Metropolitano de Arte[nota 2]
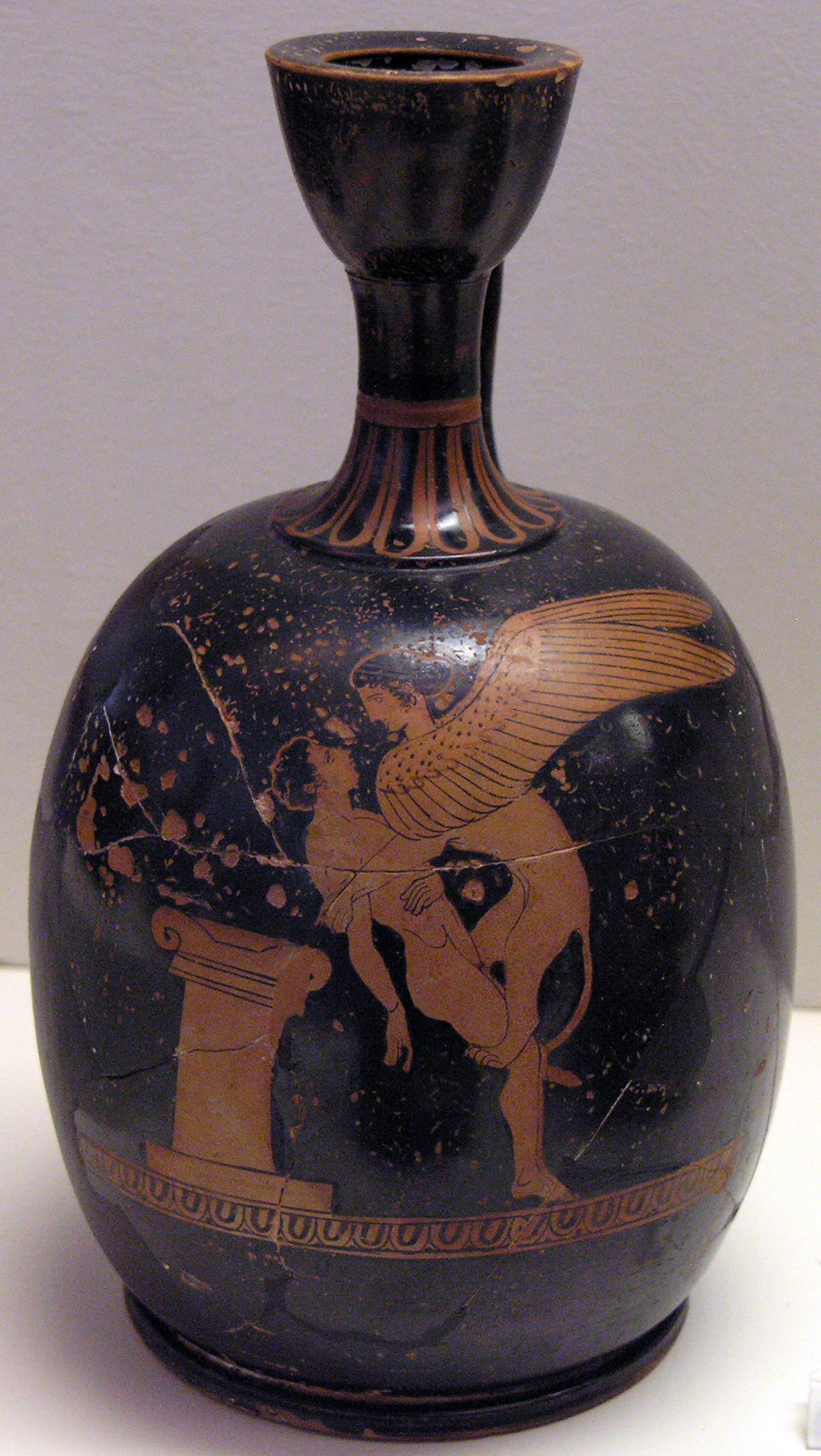
Lécito en el Museo Arqueológico Nacional de Atenas.[nota 3]